# Villabate
Villabate är en ort och kommun i storstadsregionen Palermo, innan 2015 i provinsen Palermo, i regionen Sicilien i sydvästra Italien. Kommunen hade 20 051 invånare (2017).